# Мареш, Ян Антонин
Ян Антонин (Иоган Антон) Мареш (чеш. Jan Antonín Mareš; 1719[…], Хотеборж, Гавличкув-Брод — 30 мая [10 июня] 1794, Санкт-Петербург[…]) — чешский музыкант и капельмейстер, большую часть своей жизни работавший в Российской империи.

## Биография
Ян Антонин Мареш родился 1719 года в Шотеборже. Игре на роге и церковному пению начал учиться с детства в монастыре родной деревни. Впоследствии обучался игре на валторне в Дрездене и на виолончели в городе Берлине. 
В 1748 году по совету Бестужева переехал в Санкт-Петербург, где сразу оказался при императорском дворе; Нарышкин поручил ему создать придворный роговый оркестр, с чем Мареш успешно справился. Оркестр в разное время включал в себя 36, 37 и 38 однотонных рогов разной длины (от 0,3 до 3,6 м). 
Данный оркестр вскоре стал пользоваться большой известностью, а современники отмечали великолепные организаторские и педагогические способности Мареша, который обучил музыкантов исполнять на рогах даже сложные симфонии и увертюры.
Благодаря значительному содействию Мареша, музыковед Иоганн Христиан Гинрихс издал в 1796 году свой труд «Entstehung, Fortgang und jetzige Beschaffenheit der Russischen Jagdmusik. St.-Petersburg. Gedruckt bei I. B. Schnoor.» («Начало, успехи и нынешнее состояние роговой музыки») дающий обстоятельные сведения о русской роговой музыке.
Ян Антони Мареш умер 10 июня 1794 года в городе Санкт-Петербурге.